# جيس بارك
جيس بارك (مواليد 21 أكتوبر 2001) هي لاعبة كرة قدم إنجليزية تلعب في مركز المهاجم في نادي إيفرتون على سبيل الإعارة من نادي مانشستر سيتي.

## وصلات خارجية
- جيس بارك على موقع الاتحاد الأوربي (الإنجليزية)
- جيس بارك على موقع قاعدة بيانات كرة القدم.إي يو (الإنجليزية)
- جيس بارك على موقع Soccerway.com (الإنجليزية)
- جيس بارك على موقع عالم كرة القدم.نت (الإنجليزية)